# Jazyky Indonésie
V Indonésii se používá přes 700 jazyků, většina z nich patří do jazykové rodiny austronéských jazyků, ale používá se též přibližně 270 jazyků papuánských (především na východě země). Celá Indonésie je jedna z jazykově nejrozmanitějších zemí na světě. Oficiálním jazykem Indonésie je indonéština (indonésky bahasa Indonesia), standardizovaná verze malajštiny, která slouží jako lingua franca. Vypůjčuje si mnoho slov z regionálních jazyků Indonésie (například javánštiny), ale i z arabštiny, nizozemštiny a sanskrtu.
Ostrov Nová Guinea je jazykově nejrozmanitější místo na světě a polovina tohoto ostrova patří k Indonésii. Papuánské jazyky jsou jazykový svaz skládající se z mnoha malých jazykových skupin a izolovaných jazyků. Jazyky z tohoto svazu jsou rozšířené též na ostrovech Flores a Timor.
Indonéština má i vlastní verzi znakového jazyka. Zajímavostí je Kata Kolok (v překladu hluchá mluva), speciální znakový jazyk používaný v několika vesnicích na severním Bali (především ve vesnici Bengkala), kde se geneticky vyskytuje hluchota už po 7 generací. Ovládá ho asi 1240 lidí.

## Seznam jazyků Indonésie
Seznam nejrozšířenějších jazyků v Indonésii:
| Jazyk                            | Počet mluvčích (v milionech) | % mluvčích na celkové populaci Indonésie | Jazyková rodina                    | Rok, ze kterého jsou data o počtu mluvčích | Oblast kde se jazykem mluví                               |
| -------------------------------- | ---------------------------- | ---------------------------------------- | ---------------------------------- | ------------------------------------------ | --------------------------------------------------------- |
| Indonéština/malajština           | 210                          | 80,42                                    | malajské jazyky                    | 2010                                       | po celé Indonésii                                         |
| Javánština                       | 84,3                         | 32,28                                    | javánské jazyky                    | 2000                                       | především na ostrově Jáva                                 |
| Sundština                        | 42,0                         | 16,08                                    | sundské jazyky                     | 2016                                       | Západní Jáva, Banten, Jakarta                             |
| Madurština                       | 13,6                         | 5,21                                     | madurské jazyky                    | 2000                                       | Madura                                                    |
| Minangkabau                      | 5,5                          | 2,11                                     | malajské jazyky                    | 2007                                       | Západní Sumatra, Riau, Jambi, Bengkulu, Jakarta           |
| Musi                             | 3,9                          | 1,49                                     | malajské jazyky                    | 2000                                       | Jižní Sumatra                                             |
| Buginština                       | 5,0                          | 1,91                                     | jihosulaweské jazyky               | 2000                                       | Jižní Sulawesi                                            |
| Banjarština                      | 3,5                          | 1,34                                     | malajské jazyky                    | 2000                                       | Jižní Kalimantan, Východní Kalimantan, Střední Kalimantan |
| Acehština                        | 3,5                          | 1,34                                     | chamaiské jazyky                   | 2000                                       | Aceh                                                      |
| Balijština                       | 3,3                          | 1,26                                     | jazyky Bali-Sasak-Sumbawa          | 2000                                       | Bali a Lombok                                             |
| Batavština (betawská malajština) | 2,7                          | 1,03                                     | kreolské jazyky na bázi malajštiny | 1993                                       | Jakarta                                                   |
| Sasak                            | 2,1                          | 0,80                                     | Jazyky Bali-Sasak-Sumbawa          | 1989                                       | Lombok                                                    |
| Batak Toba                       | 2,0                          | 0,77                                     | severosumaterské-bariérové jazyky  | 1991                                       | Severní Sumatra, Riau, Jakarta                            |
| Amboneská malajština             | 1,9                          | 0,73                                     | kreolské jazyky na bázi malajštiny | 1987                                       | Moluky                                                    |
| Makasarština                     | 2,1                          | 0,80                                     | jihosulaweské jazyky               | 2000                                       | Jižní Sulawesi                                            |
| Min Nan                          | 1,3                          | 0,50                                     | sinotibetské jazyky                | 2000                                       | Severní Sumatra, Riau, Západní Kalimantan                 |
| Batak Dairi                      | 1,2                          | 0,46                                     | severosumaterské-bariérové jazyky  | 1991                                       | Severní Sumatra                                           |
| Batak Simalungun                 | 1,2                          | 0,46                                     | severosumaterské-bariérové jazyky  | 2000                                       | Severní Sumatra                                           |
| Batak Mandailing                 | 1,1                          | 0,42                                     | severosumaterské-bariérové jazyky  | 2000                                       | Severní Sumatra                                           |
| Jambijština                      | 1,0                          | 0,38                                     | malajské jazyky                    | 2000                                       | Jambi                                                     |
| Gorontalo                        | 1,0                          | 0,38                                     | filípínské jazyky                  | 2000                                       | Gorontalo                                                 |
| Ngaju Dayak                      | 0,9                          | 0,34                                     | západobaritské jazyky              | 2003                                       | Střední Kalimantan                                        |
| Niasština                        | 0,8                          | 0,31                                     | severosumaterské-bariérové jazyky  | 2000                                       | Nias, Severní Sumatra                                     |
| Batak Angkola                    | 0,7                          | 0,27                                     | severosumaterské-bariérové jazyky  | 1991                                       | Severní Sumatra                                           |
| Manadská malajština              | 0,8                          | 0,31                                     | kreolské jazyky na bázi malajštiny | 2001                                       | Severní Sulawesi                                          |
| Severomoucká malajština          | 0,7                          | 0,27                                     | kreolské jazyky na bázi malajštiny | 2001                                       | Severní Moluky                                            |
| Hakka                            | 0,6                          | 0,23                                     | tibetočínské jazyky                | 1982                                       | Bangka Belitung, Riau Západní Kalimantan                  |
| Batak Karo                       | 0,6                          | 0,23                                     | severosumaterské-bariérové jazyky  | 1991                                       | Severní Sumatra                                           |
| Uab Meto                         | 0,6                          | 0,23                                     | timoro-babarské jazyky             | 1997                                       | Západní Timor                                             |
| Bima                             | 0,5                          | 0,19                                     | bimské jazyky                      | 1989                                       | Sumbawa (Západní Nusa Tenggara)                           |
| Manggarai                        | 0,5                          | 0,19                                     | sumba-florské jazyky               | 1989                                       | Flores (Východní Nusa Tenggara)                           |
| Toraja-Sa’dan                    | 0,5                          | 0,19                                     | jihosulaweské jazyky               | 1990                                       | Jižní Sulawesi, Západní Sulawesi                          |
| Komering                         | 0,5                          | 0,19                                     | lampungické jazyky                 | 2000                                       | Jižní Sumatra                                             |
| Tetumština                       | 0,4                          | 0,15                                     | timoro-babarské jazyky             | 2004                                       | Západní Timor (Východní Nusa Tenggara)                    |
| Rejang                           | 0,4                          | 0,15                                     | dayacké jazyky                     | 2000                                       | Bengkulu                                                  |
| Muna                             | 0,3                          | 0,11                                     | munsko-butonské jazyky             | 1989                                       | Jihovýchodní Sulawesi                                     |
| Sumbawština                      | 0,3                          | 0,11                                     | jazyky Bali-Sasak-Sumbawa          | 1989                                       | Sumbawa (Západní Nusa Tenggara)                           |
| Bangkská malajština              | 0,3                          | 0,11                                     | malajské jazyky                    | 2000                                       | Bangka (Bangka Belitung)                                  |
| Osing                            | 0,3                          | 0,11                                     | javánské jazyky                    | 2000                                       | Východní Jáva                                             |
| Gayo                             | 0,3                          | 0,11                                     | severosumaterské-bariérové jazyky  | 2000                                       | Aceh                                                      |
| Kantonština                      | 0,3                          | 0,11                                     | sinotibetské jazyky                | 2000                                       | Severní Sumatra, Riauské ostrovy, Jakarta                 |
| Tolaki                           | 0,3                          | 0,11                                     | celebeské jazyky                   | 1991                                       | Jihovýchodní Sulawesi                                     |
| Lewotobi                         | 0,3                          | 0,11                                     | floresko-lembatské jazyky          | 2000                                       | Flores                                                    |
| Tae’                             | 0,3                          | 0,11                                     | jihosulaweské jazyky               | 1992                                       | Jižní Sulawesi                                            |

## Mapa jazyků Indonésie
Mapa etnických a jazykových skupin Indonésie:

Mapa etnolingvistických skupin Indonésie

## Písma používaná v Indonésii

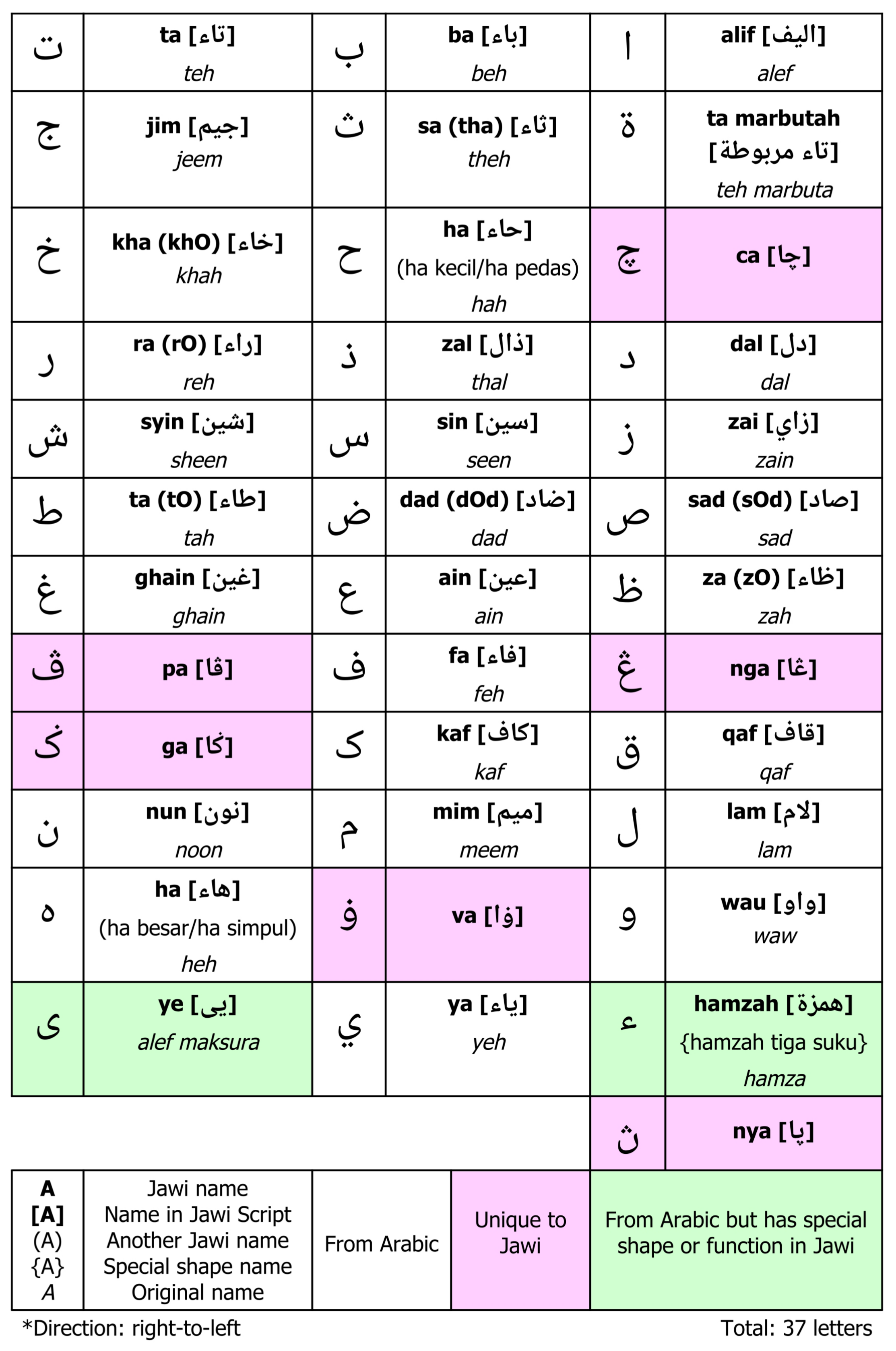
Písmena abecedy jawi

### Seznam písem používaných v Indonésii
- Latinka, používá ji indonéština a mnohé další jazyky Indonésie
- Kaganga, toto písmo historicky používal jazyk rejang
- Rencong, brahmánské písmo používané Malajci před příchodem islámu
- Jawi, písmo vycházející z arabského písma, nyní se od jeho používání upouští, používalo ho mnoho indonéských jazyků
- Sundské písmo, brahmánské písmo, které používala sundština
- Javánské písmo, brahmánské písmo, které používala javánština, nyní se používá čím dál méně
- Kawi, nejstarší brahmánské písmo v Indonésii, vychází z něho všechna brahmánská písma v ostrovní části jihovýchodní Asie
- Balijské písmo, písmo, které se dříve používalo na Bali
- Kerinci, brahmánské písmo, které používal kmen Kerinciů k zápisu svého jazyka
- Batak, brahmánské písmo, které používali Batakové na Severní Sumatře
- Lontara, brahmánské písmo, které používali Makasarci a Buginci na Sulawesi
- Hangul (korejské písmo), písmo určené pro zápis korejštiny používá jazyk cia-cia na ostrově Buton (Jihovýchodní Sulawesi)